# Alford (Szkocja)
Alford (scots Aaford, gael. Àthfort) – wieś w północno-wschodniej Szkocji, w hrabstwie Aberdeenshire, położona w dolinie Howe of Alford, na południowym brzegu rzeki Don. W 2011 roku liczyła 2142 mieszkańców.
Znajdują się tu zabytkowa kolej wąskotorowa Alford Valley Railway, muzeum transportu Grampian Transport Museum oraz sztuczny stok narciarski.